# Angraecopsis thomensis
Angraecopsis thomensis är en orkidéart som beskrevs av Tariq Stévart och Phillip James Cribb. Angraecopsis thomensis ingår i släktet Angraecopsis och familjen orkidéer.
Artens utbredningsområde är São Tomé. Inga underarter finns listade i Catalogue of Life.